# التكوين السياسي للسعودية
التكوين السياسي للسعودية يقوم بفضل التعاون بين محمد بن عبد الوهاب ومحمد بن سعود. وقد شكل هذا ثوابت محددة للدولة تشكل هويتها، والسلفية لها تأثير كبير من بداية تأسيس الدولة. وقد ظلت القبيلة هي وحدة التنظيم الاجتماعي والسياسي والاقتصادي الرئيسية في الجزيرة العربية والخليج العربي.

## مقارنة بالجوار
العديد من الأقطار العربية مرت مع استقلالها ببعض الممارسات الديمقراطية على النمط الغربي مثل مصر والعراق والكويت، ولكن السعودية لم تكن من ضمن هذه الأقطار لأنها كانت ولاتزال بلا تكوينات طبقية حديثة. وكانت بدون وجود استعماري مباشر في أراضيها قد يتسبب في قيام حركة نضال، بالإضافة إلى وجود القبيلة كوحدة للتنظيم الاجتماعي الأساسية.

## التطور
التطور السياسي في السعودية هو الأكثر بُطئاً حين مقارنته بالمجالات الاجتماعية والاقتصادية وكانت إستراتيجية تسريع التنمية تهدف إلى تحقيق الاستقرار وتهميش فكرة التغيير السياسي الذي أحداث هزات مدمرة في دول عربية مدمرة، وقد عزز نجاح هذا الاتجاه التكيف السياسي مع متغيرات عديدة.

## وصف
يصف البعض شكل السلطة في السعودية ب «الدولة الأبوية»، وهو نموذج كانت تتبناه الدولة لرفع مستوى رفاهية المواطن وضمان الاستقرار السياسي، لكنها بدأت في التخلي عنه، واتخذت في سبيل ذلك خطوات منها رفع الدعم الحكومي عن أسعار الوقود والكهرباء وغيرها من السلع والخدمات، مع التعويض المباشر للمواطنين نقدا، وتقليص التوظيف الحكومي، واستقدام العمالة إلى الحد الأدنى، ضمن جملة إصلاحات أشار إليها ولي العهد السعودي الأمير محمد بن سلمان في لقائه مع توماس فريدمان.
تتميز بعدم وجود تمثيل للسكان أو مؤسسات مجتمعية مستقلة كالنقابات أو الأحزاب، لكنها تؤكد أن أنظمتها تكفل حرية الرأي والتعبير، وتكوين الجمعيات، بما فيها نظام المطبوعات والنشر، ونظام الجمعيات والمؤسسات الأهلية، وأنها لا تمنع الممارسات السلمية المشروعة. وتتضمن رؤية المملكة 2030 التأكيد على العديد من مجالات حقوق الإنسان، كالحق في الحياة والحق في الأمن والصحة والتربية والتعليم والتدريب والعمل وحماية الأسرة وتمكين المرأة، وتعزيز المشاركة في الحياة السياسية والعامة وغيرها.